# 小幡謙三
小幡 謙三（おばた けんぞう、1910年1月24日 - 1992年5月9日）は、日本の経営者。石川県出身。

## 経歴
1933年に京都帝国大学法学部を卒業し、旭ベンベルグ絹糸での勤務を経て、1947年3月に旭化成工業取締役に就任し、その後は常務、専務を歴任した。
1965年12月に積水化学工業顧問に就任し、1966年2月に社長に就任し、1971年5月に会長に就任した。
1972年5月にユニチカ社長に就任し、1974年3月から1977年3月までに会長を務めた。
1970年から1990年までに積水ハウス会長を務め、讀賣テレビ放送監査役も務めた。
1992年5月9日心不全のために死去。82歳没。